# Szalon Barna
A Szalon Barna a Pécsi Sörfőzde terméke. A gyártása során meghatározó a sörfőzővíz, amely a Mecsek hegység forrásaiból, kútjaiból táplálkozik, valamint a hazai földön termett árpából készített maláta és a hallertaui (Bajor) aromás komló.

## Jellemzői
- Alkoholtartalom: 5,8% vol.
- Díjak:
  - Monde Selection – aranyérem
  - 47. Söripari Műszaki Napokon - arany minősítés